# Караулов, Борис Фёдорович
Борис Фёдорович Караулов (1898—1964) — советский гидроэнергетик, лауреат Сталинской премии (1951).
Родился в 1898 году в Казани. Окончил Ленинградский институт инженеров путей сообщения (1924).
Трудовая деятельность:
- инженер в учреждениях водных путей (1926—1933);
- заместитель начальника производственно-исследовательской лаборатории, начальник отдела гидротехнических сооружений в институте «Гидропроект» (1933—1938),
- старший инженер управления по проектированию и исследованиям Соликамского гидроузла (1938—1939),
- заместитель начальника отдела гидравлических исследований НИС института «Гидропроект»(1939—1958),
- заместитель начальника технического отдела (1958—1959).

Руководил гидравлическими исследованиями для плотин, гидроэлектростанций, судоходных шлюзов и других крупных гидротехнических сооружений, в том числе для канала им. Москвы и Волго-Донского канала.
Сталинская премия 1-й степени 1951 года — за разработку проектного задания Куйбышевской ГЭС на Волге.
Сочинения:
- Исследование явлений размываемости рисберм у судоходных плотин и меры борьбы с ними / Б. Ф. Караулов, П. П. Орлов. — Ленинград : ОГИЗ, Ленгострансиздат, 1933. — 147, [1] с.
- Караулов Б. Ф., Россинский К. И. и Кузьмин И. А. Методические указания по проектированию гасителей энергии и креплений в нижнем бьефе водосбросных плотин на нескальных грунтах, в кн.: Тр. Гидропроекта, сб. 1, М., 1958.